# Manoel Ribas
Manoel Ribas is een gemeente in de Braziliaanse deelstaat Paraná. De gemeente telt 13.113 inwoners (schatting 2009).

## Verkeer en vervoer
De plaats ligt aan de wegen BR-466, BR-487 en PR-170.